# Karim Allawi
Pour les articles homonymes, voir Allawi.
Karim Mohammed Allawi (arabe : كريم محمد علاوي) (né le 1er avril 1960 en Irak) est un footballeur international irakien, qui évoluait au poste de défenseur.
Son frère, Khalil, était également footballeur.

## Biographie

### Carrière en sélection
Avec l'équipe d'Irak, il a joué 90 matchs entre 1981 et 1990. Il figure dans le groupe des sélectionnés lors de la coupe du monde de 1986.
Il a également participé aux JO de 1984 et de 1988.